# Фаедо
Фаедо (італ. Faedo) — муніципалітет в Італії, у регіоні Трентіно-Альто-Адідже,  провінція Тренто.
Фаедо розташоване на відстані близько 490 км на північ від Рима, 16 км на північ від Тренто.
Населення — 617 осіб (2014).

## Демографія
Населення за роками:

Станом на 31 грудня 2014 року в муніципалітеті офіційно проживало 35 іноземців з 9 країн, серед них 9 громадян країн Євросоюзу та 4 громадяни України.

## Сусідні муніципалітети
- Джово
- Меццокорона
- Сан-Мікеле-алл'Адідже